# Eucalyptus tropica
Eucalyptus tropica är en myrtenväxtart som beskrevs av Cambage in Maiden. Eucalyptus tropica ingår i släktet Eucalyptus och familjen myrtenväxter. Inga underarter finns listade i Catalogue of Life.